# ريفايلا ديل كامبو
بلدية ريفايلا ديل كامبو (بالإسبانية: Revilla del Campo)‏, هي إحدى بلديات مقاطعة برغش, التي تقع في منطقة قشتالة وليون, والتي تقع في شمال غرب إسبانيا.
يبلغ عدد سكانها 116 نسمة وفقاً لإحصائية سنة (2002).